# Lista de latino-americanos ganhadores do prêmio Nobel
O Prêmio Nobel é um prêmio internacional anual concedido pela primeira vez em 1901 por realizações em Física, Química, Fisiologia ou Medicina, Literatura e Paz. Um prêmio associado em Economia foi concedido desde 1969. Os prêmios Nobel foram atribuídos a mais de 900 indivíduos.
Os latino-americanos foram recipientes em quatro das seis categorias de prêmios: Química, Literatura, Paz e Fisiologia ou Medicina. O primeiro latino-americano a receber o prêmio foi Carlos Saavedra Lamas, em 1936. O destinatário mais recente, Juan Manuel Santos, recebeu o prêmio da Paz em outubro de 2016.
Dois laureados latino-americanos - Óscar Arias Sánchez e Juan Manuel Santos - eram presidentes de seus países (Costa Rica e Colômbia, respectivamente) quando receberam o prêmio.

## Química
Dois latino-americanos receberam o Prêmio Nobel de Química.
| Ano  | Imagem | Laureado        | País      | Comentário                                             |
| ---- | ------ | --------------- | --------- | ------------------------------------------------------ |
| 1970 |        | Luis F. Leloir  | Argentina | Primeiro hispânico a ganhar um Prêmio Nobel de Química |
| 1995 |        | Mario J. Molina | México    |                                                        |

## Literatura
Seis latino-americanos receberam o Prêmio Nobel de Literatura.
| Ano  | Imagem | Laureado               | País           | Comentário                                                      |
| ---- | ------ | ---------------------- | -------------- | --------------------------------------------------------------- |
| 1945 |        | Gabriela Mistral       | Chile          | Primeiro latino-americano a ganhar o Prêmio Nobel de Literatura |
| 1967 |        | Miguel Ángel Astúrias  | Guatemala      |                                                                 |
| 1971 |        | Pablo Neruda           | Chile          |                                                                 |
| 1982 |        | Gabriel Garcia Marquez | Colômbia       |                                                                 |
| 1990 |        | Octavio Paz            | México         |                                                                 |
| 2010 |        | Mario Vargas Llosa     | Peru / Espanha |                                                                 |

## Paz
Seis latino-americanos receberam o Prêmio Nobel da Paz.
| Ano  | Imagem | Laureado              | País       | Comentário                                                                                             |
| ---- | ------ | --------------------- | ---------- | --- |
| 1936 |        | Carlos Saavedra Lamas | Argentina  | Primeiro latino-americano a ganhar um Prêmio Nobel, primeiro hispânico a ganhar um Prêmio Nobel da Paz |
| 1980 |        | Adolfo Pérez Esquivel | Argentina  | [ 4 ]                                                                                                  |
| 1982 |        | Alfonso García Robles | México     | |
| 1987 |        | Óscar Arias Sánchez   | Costa Rica | |
| 1992 |        | Rigoberta Menchú      | Guatemala  | |
| 2016 |        | Juan manuel santos    | Colômbia   | |

## Fisiologia ou Medicina
Três latino-americanos receberam o Nobel de Fisiologia ou Medicina.
| Ano  | Imagem | Laureado                 | País                       | Comentário                                                                  |
| ---- | ------ | ------------------------ | -------------------------- | --------------------------------------------------------------------------- |
| 1947 |        | Bernardo Alberto Houssay | Argentina                  | Primeiro latino-americano a ganhar o Prêmio Nobel de Fisiologia ou Medicina |
| 1980 |        | Baruj Benacerraf         | Venezuela · Estados Unidos |                                                                             |
| 1984 |        | César Milstein           | Argentina · Reino Unido    |                                                                             |